# Мезвріанткарі
Мезвріанткарі (груз. მეზვრიანთკარი) — село в Грузії.
За даними перепису населення 2014 року в селі проживає 79 осіб.